# Бельгійська королівська федерація хокею на льоду
Бельгійська королівська федерація хокею на льоду (нід. Koninklijke Belgische IJshockey Federatie, KBIJF) — організація, яка займається проведенням на території Бельгії змагань з хокею із шайбою. Заснована у листопаді 1908 року, член ІІХФ з 8 грудня 1908 року. В країні налічується 14 клубів, 1352 зареєстрованих гравців (374 із них — дорослі), 12 хокейних залів і 1 відкрита ковзанка із штучним льодом. Зали із найбільною місткістю — в Антверпені, Льєжі, Брюсселі.
Хокей у Бельгії став популярним ще на початку XX століття. Бельгійська федерація була у числі організаторів ІІХФ. Були присутні бельгійці Маларе, який представляв брюссельський ковзанярський клуб, і Деклерк — представник федерації.
Досить довго бельгійський хокей був на передових ролях в Європі, але потім популярність його у країні почала падати. Розвиток хокею стримувався відсутністю національних тренерських кадрів. Багатьма клубами керували і керують спеціалісти з Канади, США, Великої Британії.
Перший чемпіонат країни відбувся у 1912 році. Формула проведення турніру неодноразово змінювалась, частіше всього проводились 4-колові турніри. У 1970—80-ті роки, як правило, 4—5 команд грали у 2 кола. Декілька сезонів бельгійські клуби виступали у другому дивізіоні чемпіонату Нідерландів, причому результати ігор бельгійських команд між собою зараховувались чемпіонату Бельгії. Разом із голландськими командами бельгійці розігрують і Кубок Бельгії.
Чемпіони Бельгії: «Брюссель» (Брюссель) — 1922, 1923, 1938—1943, 1945—1948, 1962—1964, 1967, 1968, 1970—1972, 1975—1978 і 1982, «Олімпія» (Хейстоп-ден-Берг) — 1979, 1980, 1983, 1986, 1987, 1989—1992, 2004, «Геренталс» (Геренталс) — 1981, 1984 і 1985 і 1993—1999, «Фантомс» (Дерн) — 1988, 2002, 2003.
По завершенні сезону найкоректнішій команді вручається приз «Справедливої гри».
Молодіжній і юнацький хокей у Бельгії розвинений слабо, хоча хокеїсти цих вікових груп розігрують звання чемпіона. До хокею молодь долучається в основному у пору студентства.
Збірна Бельгії перший офіційний матч провела у 1906 році зі збірною Франції (6:2). Бельгійці брали участь у 1-му чемпіонаті Європи у 1910 в Ле-Аван (Швейцарія).
Збірна Бельгії — чемпіон Європи 1913, другий призер ЧЄ 1927, третій призер ЧЄ 1910, 1911 і 1914.
Найкращий результат команди на чемпіонатах світу — 6-е місце у 1920 році. Вона брала участь у зимових Олімпійських іграх, але не була класифікована.
Найсильніші гравці Бельгії різних років: воротар Ван дер Віїк, захисники Брас, Дріс, Сарарін, нападники Поль Луак, Філіпп ван Фольксом, К. Франк, А. Госсенс, П. Крейтц, Б. Моріс, Ф. Плюм, Арноульд.